# 小林一行
小林 一行（こばやし かずゆき、1967年 - ）は日本の工学研究者。法政大学理工学部創生科学科教授。専門は、システム工学・計測制御工学。

## 略歴
- 1994年3月 法政大学大学院工学研究科システム工学専攻修了
- 1994年4月 アメリカ合衆国ミシガン州立オークランド大学 客員研究員
- 1995年4月 法政大学工学部システム制御工学科専任講師
- 2000年4月 同助教授
- 2007年4月 同准教授
- 2009年4月 同教授

## 著書
- 『ロボットモデリング―MATLABによるシミュレーションと開発』（オーム社，2007年，ISBN：978-4-274-20431-9）
- 『MATLABハンドブック 改訂版』（秀和システム，2004年，ISBN：4-7980-0847-8）
- 『MATLAB活用ブック』　（秀和システム，2001年，ISBN：4-7980-0141-4）